# Người Việt tại Hà Lan
Người Việt tại Hà Lan là một trong những cộng đồng Việt kiều tại châu Âu. Theo số liệu thống kê, vào thời điểm 01/01/2005 có 18 ngàn người Việt định cư ở Hà Lan trên tổng số hơn 16 triệu dân Hà Lan, như vậy, cộng đồng người Việt chiếm một tỷ lệ khá nhỏ trong dân số nước này.

## Lịch sử
Những thuyền nhân Việt Nam đầu tiên đặt chân đến Hà Lan vào năm 1977.
Vào đầu thập niên 1990, sau khi chế độ cộng sản sụp đổ trên khắp Trung và Đông Âu, một nhóm khoảng 400 cựu công nhân khách người Việt từ Tiệp Khắc đã tới Hà Lan và xin tị nạn tại đây. Tính đến tháng 5 năm 1992 vẫn còn khoảng 300 người trong số này bám trụ lại. Tuy chính phủ Việt Nam từng xem những người xin tị nạn là phạm pháp vì đã vượt biên trái phép, nhưng Việt Nam cũng đã cam đoan với chính quyền Hà Lan rằng những người tị nạn sẽ không bị phân biệt đối xử khi hồi hương.

## Đặc điểm nhân khẩu học
Tính đến năm 2009 số liệu do Cục Thống kê Trung ương Hà Lan cung cấp cho thấy có:
- 11.960 người sinh ra ở Việt Nam (5.623 nam, 6.337 nữ)
- 6.955 người sinh ở nước sở tại nhưng có gốc Việt Nam (3.534 nam, 3.421 nữ), trong đó:
  - 1.027 người có cha hoặc mẹ sinh tại địa phương (524 nam, 503 nữ)
  - 5.928 người có cả cha và mẹ sinh ở ngoài Hà Lan (3.010 nam, 2.918 nữ)

Tổng cộng có 18.915 người (9.157 nam, 9.758 nữ), tăng 46% so với con số tổng cộng 12.937 người năm 1996. Phần lớn sự gia tăng này là do số người Việt sinh tại địa phương đã tăng hơn gấp đôi, từ con số 3.366 năm 1996; trong khi đó số lượng Việt kiều sinh tại Việt Nam chỉ tăng khiêm tốn 25%, từ 9.571 người năm 1996.
Siêng năng, chịu khó, ít đòi hỏi... đó là bản tính của người Việt ở Hà Lan dưới con mắt dân bản xứ. Người Việt ở Hà Lan ít người đạt đến tầng lớp "ông chủ", trừ những người tự làm chủ cơ sở gia đình. Điều làm người Hà Lan thán phục là sự hiếu học của người Việt. Khoảng 30 bác sĩ, gần 20 dược sĩ / 18 ngàn dân có thể được xem là tỉ lệ y dược sĩ cao nhất trong tất cả các sắc dân, kể cả người Hà Lan chính gốc. Việt kiều trẻ ở Hà Lan đang thích học các môn kinh tế, quản trị, du lịch, khách sạn nhà hàng...
Ngoài chả giò, người Việt cũng khá thành công trong lãnh vực may gia công. Ngành nghề này đã giúp nhiều gia đình có nguồn thu nhập phụ kha khá. Nhiều người Việt ở Hà Lan cũng làm nhân công trong các trại trồng hoa, thu hoạch rau quả. Nghề này giúp những người Việt đến từ các nước Đông Âu trong thời gian khó khăn ban đầu. Đến Hà Lan, khi ngắm nhìn những luống hoa tulip bạt ngàn, xin hãy nhớ đến những người Việt đổ mồ hôi trên vạt đất đó...
Có dự định thành lập một khu nhà cho người Việt cao tuổi ở Hoorn gọi là Làng Hùng Vương, bản vẽ của tổ hợp kiến trúc sư Boparai. Khu chung cư này được thành hình, nhưng không chỉ có người Việt ở đó.

## Tôn giáo
Trong cộng đồng người Việt ở Hà Lan có một phần theo Phật giáo. Chùa Vạn Hạnh là một trong những ngôi chùa Phật giáo chính thức được người Việt xây dựng tại Hà Lan. Ngôi chùa trước đây tọa lạc tại Nederhorst den Berg, một ngôi làng nhỏ ở Utrecht.
Chùa được xây dựng nhờ Quỹ Hợp tác Phật giáo Việt Nam-Hà Lan (Stichting Vietnamese Boeddhistische Samenwerking Nederland), nhưng nay đã có cơ sở khang trang hơn tại Almere.
Hai giáo xứ đầu tiên của cộng đồng Công giáo người Việt tại Hà Lan, Allochtonen Missie van de Heilige Martelaren van Vietnam ở Amersfoort và Allochtonen Missie van de Heilige Moeder Maria ở Deventer, được thành lập năm 1994; tại thời điểm đó, ước tính có khoảng 3.000 người Công giáo Việt Nam tại nước sở tại.

## Vấn đề sức khỏe
Trong số 541 người Việt đến Hà Lan tị nạn, 16,6% dương tính với kháng nguyên viêm gan siêu vi B (HBsAg). Những người này cũng hay mang ký sinh trong ruột.

## Người đáng chú ý
Lam Ngo.
Tham khảo
1. ↑  Truong 1993, tr. 301
2. ↑  "Đề nghị ghi rõ nguồn CongDong.Cz Hội Phật giáo Việt Nam tại Hà Lan xây chùa mới". Bản gốc lưu trữ ngày 22 tháng 2 năm 2014. Truy cập ngày 8 tháng 8 năm 2013.
3. 1 2  Vietnamese Buddhist Pagodas in the Netherlands
4. 1 2  "Twee speciale parochies voor Vietnamezen opgericht", Trouw, ngày 1 tháng 9 năm 1994, truy cập ngày 31 tháng 5 năm 2009
5. 1 2 3  "Bản sao đã lưu trữ". Bản gốc lưu trữ ngày 26 tháng 4 năm 2016. Truy cập ngày 6 tháng 4 năm 2016.
6. ↑  Tiggeloven, Carin (ngày 4 tháng 1 năm 2002), ""We hoopten op redding": 25 Jaar Vietnamese bootvluchtelingen in Nederland", Wereldomroep, truy cập ngày 1 tháng 6 năm 2009[liên kết hỏng]
7. ↑  de Preter, Hans (ngày 4 tháng 1 năm 1992), "Spanning stijgt bij kerk-Vietnamezen: Spanning stijgt bij kerk-Vietnamezen", Trouw, truy cập ngày 1 tháng 6 năm 2009
8. ↑  "Vietnamezen krijgen hulp bij terugkeer naar vaderland: Vietnamezen krijgen hulp bij terugkeer naar vaderland", Trouw, ngày 14 tháng 5 năm 1992, truy cập ngày 1 tháng 6 năm 2009
9. ↑  "Hội Phật giáo Việt Nam tại Hà Lan xây chùa mới". Bản gốc lưu trữ ngày 22 tháng 2 năm 2014. Truy cập ngày 8 tháng 8 năm 2013.
10. ↑  Bänffer 1982, tr. 251
11. ↑  Bänffer & van Knapen 1982, tr. 1395